# Johannes van Capestrano

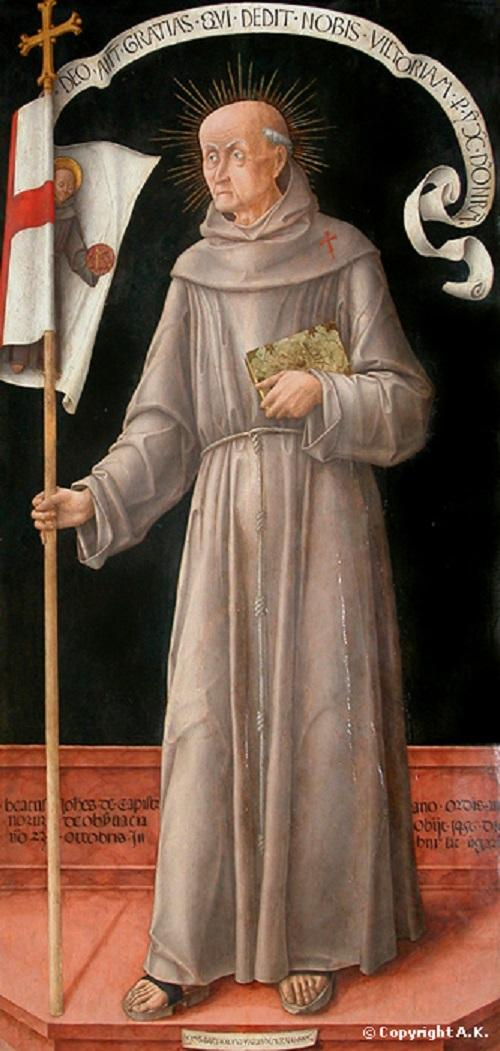
Johannes van Capestrano

Johannes van Capestrano (Capestrano, 24 juli 1380 – Ilok a.d. Donau, 23 oktober 1450) was een minderbroeder, waarschijnlijk van Duitse afkomst. Hij hielp Bernardinus van Siena bij het organiseren van een strenge richting in de volkspredikers van de 15e eeuw. Gedurende veertig jaar doorkruiste hij als volksprediker vooral de Duitse landen. Hij preekte ook de Turkenkruistocht op de rijksdagen van Frankfurt en Neustadt (1454). In 1690 werd hij heilig verklaard. Zijn feestdag wordt op 28 maart gevierd. Hij werd de "gesel van de Hebreeën" genoemd vanwege zijn fanatieke inzet om anti-Joodse concilie besluiten te controleren.